# Electores Unidos Por Ribas (EUPRIB)
Electores Unidos Por Ribas (EUPRIB) es un partido municipal proveniente del Municipio José Félix Ribas del Estado Guárico. Fue fundado en el 2004 por el exalcalde Jesús Antonio Aguilar.
Actualmente no está habilitado para elecciones.

## Fundación
Fue fundado en el  2004 para postularse como alcalde Jesús Antonio Aguilar en las elecciones regionales y locales de Venezuela en el 2004, la cual perdió dichas elecciones con el 31.51%, pero luego se volvió a postular candidato en la cual resultó ganador con el 44,57 % de los votos, la cual fue una pequeña ventaja a su contra encante del oficialismo Jhonny Avarello que en dichas elecciones resultó derrotado por el 44,31 % de los votos.

## Resultados electorales

### Elecciones municipales delMunicipio José Félix Ribas
Leyenda:      En coalición con otros partidos
|  | 31.51 % |

|  | 44,57 % |

|  | 17,76 % |

## Autoridades
| Alcalde               | Municipio        | Nota                                                                         |
| --------------------- | ---------------- | ---------------------------------------------------------------------------- |
| Jesús Antonio Aguilar | José Félix Ribas | Se postergan 1 año las elecciones municipales pautadas para finales del 2012 |